# Посадская улица (Коломна)
Поса́дская у́лица — улица в районе Старая Коломна города Коломны. Проходит от улицы Пушкина за Гончарную улицу, пересекает улицу Островского. Слева примыкают Арбатская улица и Посадский переулок.

## Происхождение названия
Названа в октябре 1921 года с целью сохранения исторического названия низменной части города Посад, по которой проложена улица, а также в результате устранения названий, связанных с церквями. Ранее называлась Никольская по церкви Николы на Посаде.

## История
Улица возникла в первой половине XVII века в результате застройки Посада. В 1784 году в результате реконструкции города по «регулярному» плану, улицу спрямили и немного изменили направление. В конце XVIII — начале XIX веков улица застраивалась городскими купеческими усадьбами.

## Примечательные здания и сооружения
По нечётной стороне:
- № 13 — Городская усадьба XVIII века
- № 13а — Музей «Коломенская пастила»
- № 17 — Городская усадьба конца XVIII — начала XIX века.
- № 19 — Дом, в котором жил врач Б. А. Брушлинский
- № 25 — Жилой дом (начало XIX века)

По чётной стороне:
- № 18 — Воскресенская церковь на Посаде (Николы Посадского) (1716)
- № 24 — «Дом Щукиных» (конец XVIII — начало XIX века)
- № 28 — «Дом Кисловых» (конец XVIII века)
- № 32 — Церковь Никиты Мученика (1695, колокольня построена в 1773)
- № 40 — Жилой дом (1820-е гг.)

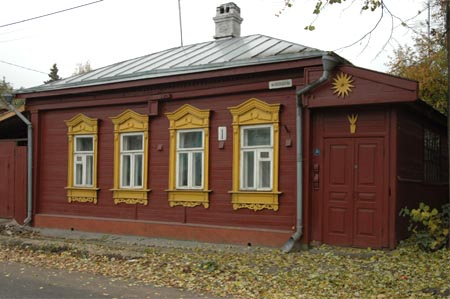
Деревянный дом № 1
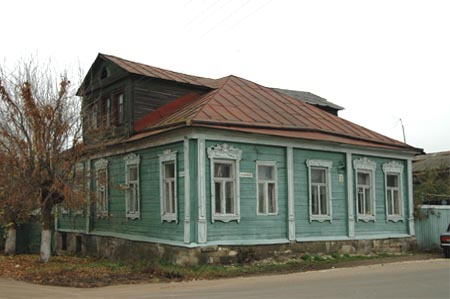
Деревянный дом № 8
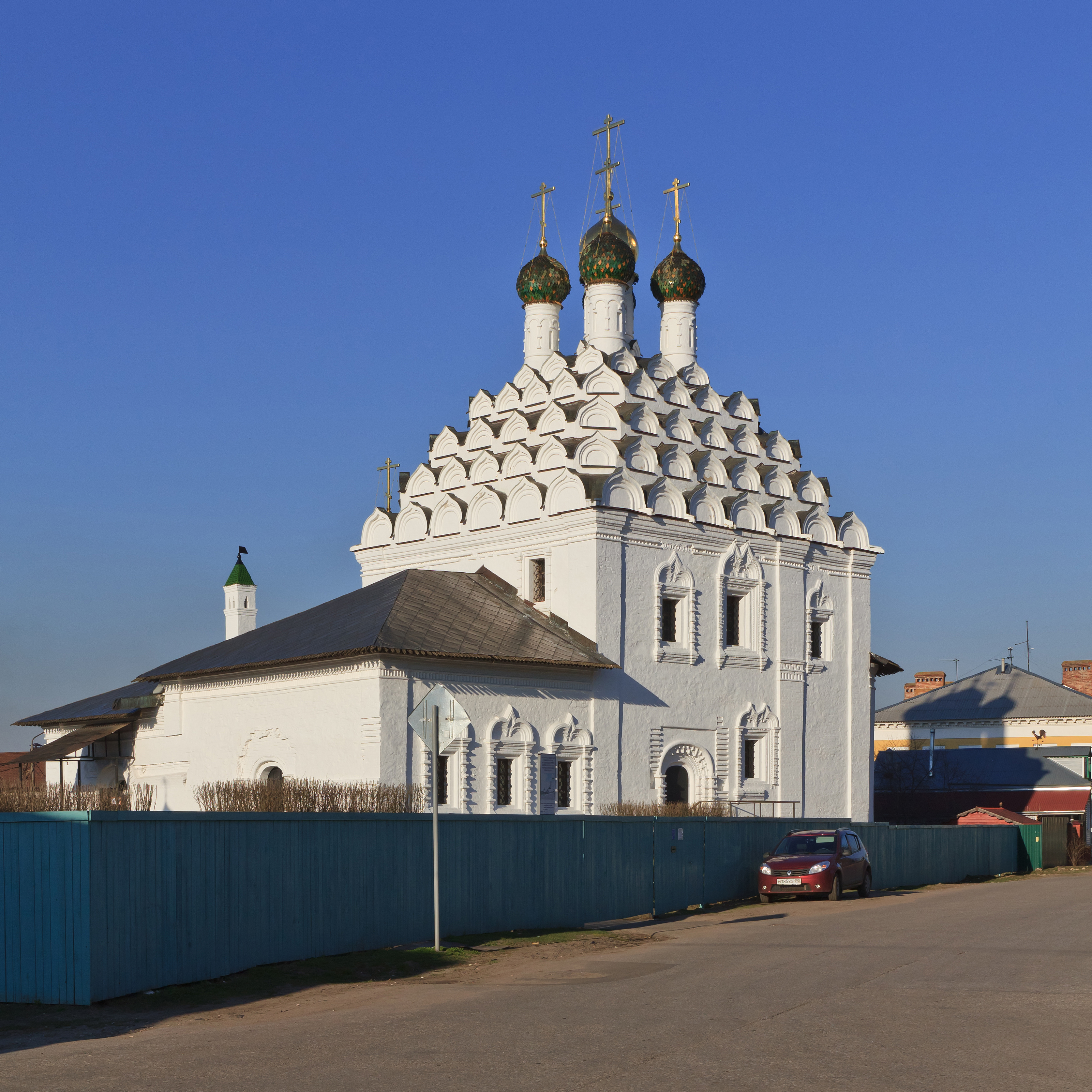
Церковь Николы на Посаде
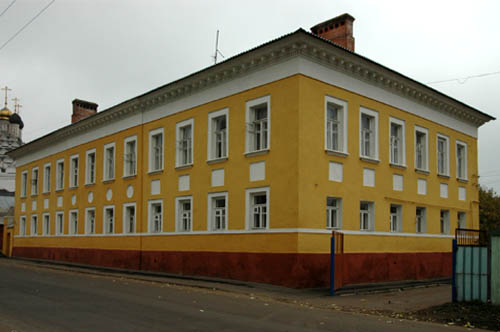
«Дом Щукиных» № 22

## Транспорт
Трамвай 5, 9, 10: остановка «улица Левшина», «Платформа Коломна». Автобус 1: остановки «Бани», «Военторг».